# تنفير إمام
تنفير إمام (بالبنغالية: তানভীর ইমাম) هو سياسي من بنغلاديش من رابطة عوامي وعضو البرلمان الحالي من دائرة سيراجغانج الرابعة.

## الحياة السابقة
ولد الإمام في الأول من يناير 1956. حاصل على ماجستير في إدارة الأعمال من الولايات المتحدة. كان والده حسين توفيق إمام مستشارًا لرئيسة الوزراء الشيخة حسينة.

## الحياة المهنية
تم انتخاب إمام للبرلمان في عام 2014 من سراججانج 4 كمرشح لرابطة عوامي البنجلاديشية. في 9 سبتمبر 2017 أصيب أثناء ركوبه قطارًا قيد التشغيل بعد أن أوصل زوجته في محطة باكشي. وانتقاماً منه اعتدى أنصاره على مساعد قائد المحطة عبد الباطن وكسروا يده. علق أشيم كومار تالوكدر مدير قسم السكك الحديدية ورئيس المحطة شمس العلم وشكل لجنة من عضوين للتحقيق في الحادث. في نوفمبر 2017 انتقد وزارة الصحة لفشلها في توفير الرعاية الصحية المناسبة في بنغلاديش.